# Siegfried & Roy

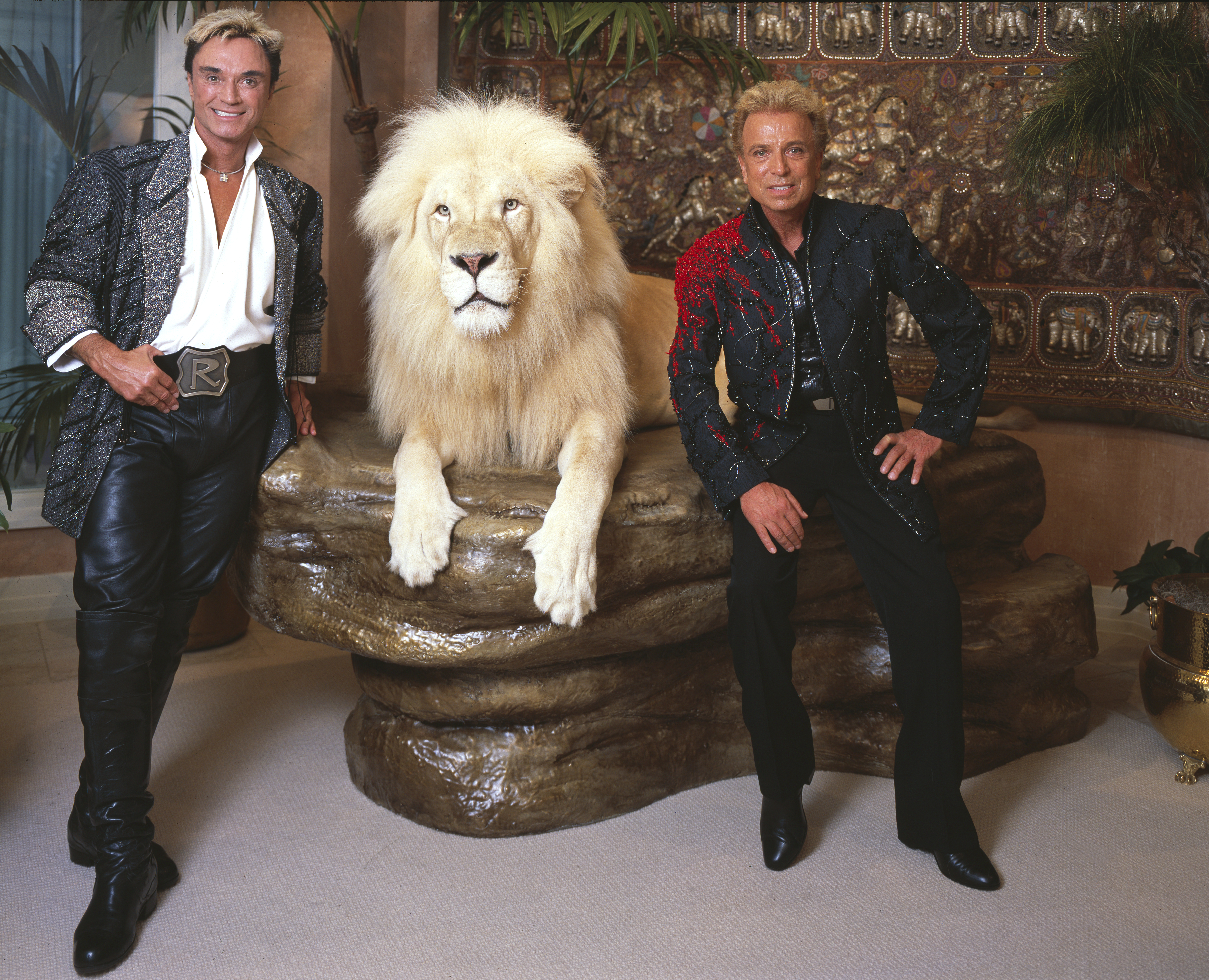
Siegfried & Roy

Siegfried Fischbacher (Rosenheim, 13 giugno 1939 – Las Vegas, 13 gennaio 2021) e  Roy Horn, all'anagrafe Uwe Ludwig Horn (Nordenham, 3 ottobre 1944 – Las Vegas, 8 maggio 2020) sono stati una coppia di celebri illusionisti statunitensi di origine tedesca, soliti ad esibirsi a Las Vegas e noti in tutto il mondo semplicemente come Siegfried & Roy.

## Carriera
I due artisti, tedeschi di nascita naturalizzati statunitensi, omosessuali e sentimentalmente legati tra loro, vinsero per ben due volte (nel 1975 e nel 1983), il prestigioso premio Magician of the Year. In alcuni loro spettacoli, come ad esempio al Caesars Palace di Las Vegas, si esibirono con due tigri bianche.
Il duo partecipò al film  Crociere di nozze - Viaggio di nozze a Las Vegas.

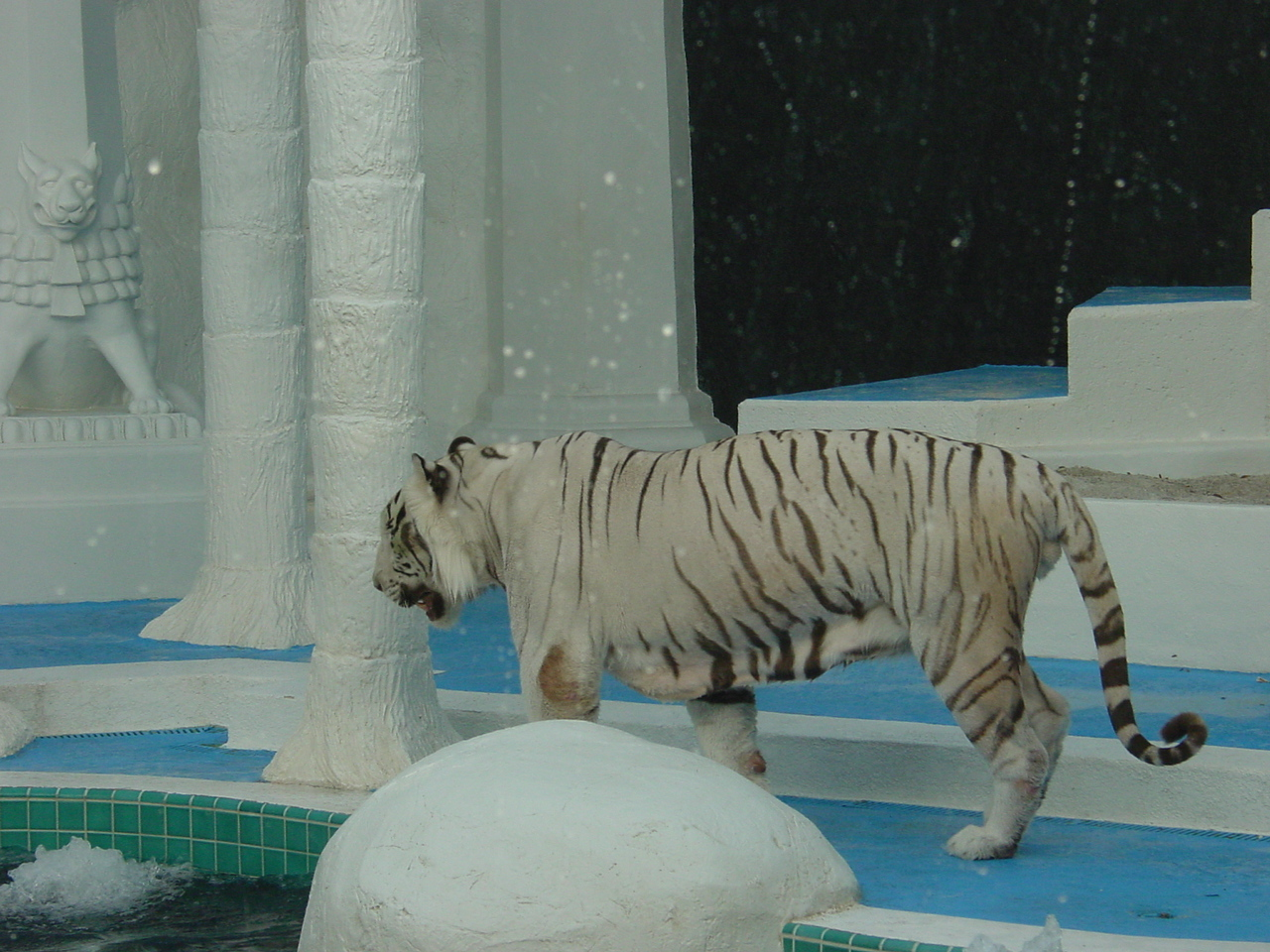
Una tigre bianca al Mirage

Il 3 ottobre 2003 Roy Horn, durante uno spettacolo al Mirage di Las Vegas, fu aggredito da una tigre bianca, chiamata Mantacore, rimanendo sfigurato e gravemente ferito. Il duo a seguito di questo incidente non si esibì più sino al 2009.
I due illusionisti morirono a pochi mesi di distanza l'uno dall'altro: prima Horn, nel maggio 2020, all'età di 75 anni, a causa delle complicazioni da COVID-19 ; quindi Fischbacher, nel gennaio 2021, a 81 anni, due giorni dopo aver annunciato pubblicamente di essere affetto da un cancro al pancreas. Mantacore era invece deceduta nel 2014.

## Siegfried & Roy nella cultura di massa
- Michael Jackson nel 1989 scrisse una canzone per gli spettacoli dei due illusionisti intitolata Mind is the Magic[5].
- Lo show dei due artisti è parodiato nell'episodio $pringfield della quinta stagione (1993) de I Simpson con un'inquietante "predizione" dell'incidente con la tigre (2003).
- I comici italiani Raul Cremona e Mr. Forest ne fecero una divertente parodia nell'edizione 1999 di Zelig facciamo cabaret, cambiandone i nomi in "Sigmund & Joy"
- Nell'episodio Arrivato dal passato della serie televisiva Tremors si scopre che Assblaster, la creatura fuggita, apparteneva ai due illusionisti e che è stata trafugata da una banda di ladri; alla fine dell'episodio essa tornerà di loro proprietà.